# 耳叶蓼
耳叶蓼（学名：[Polygonum manshuriense] 错误：{{Lang}}：文本有斜体标记（帮助））为蓼科蓼属下的一种多年生草本植物。生山坡草地、林缘、山谷湿地，海拔800-1800米。分布于俄罗斯（西伯利亚、远东）、朝鲜。中国分布在黑龙江、吉林、辽宁及内蒙古。模式标本采自黑龙江宁安县。